# Panotima angularis
Panotima angularis är en fjärilsart som beskrevs av George Francis Hampson 1897. Panotima angularis ingår i släktet Panotima och familjen Crambidae. Inga underarter finns listade i Catalogue of Life.